# Vogelsbergkreis
Huyện Vogelsberg là một huyện ở giữa Hessen, Đức. Các huyện giáp ranh là: Schwalm-Eder, Hersfeld-Rotenburg, Fulda, Main-Kinzig, Wetteraukreis, Gießen và Marburg-Biedenkopf.
Huyện được lập năm 1972 thông qua việc hợp nhất các huyện cũ Alsfeld và Lauterbach.
Huyện có Vogelsberg, một núi lửa đã ngưng hoạt động, lần cuối cùng hoạt động là 7 triệu năm trước.

## Thị xã và đô thị

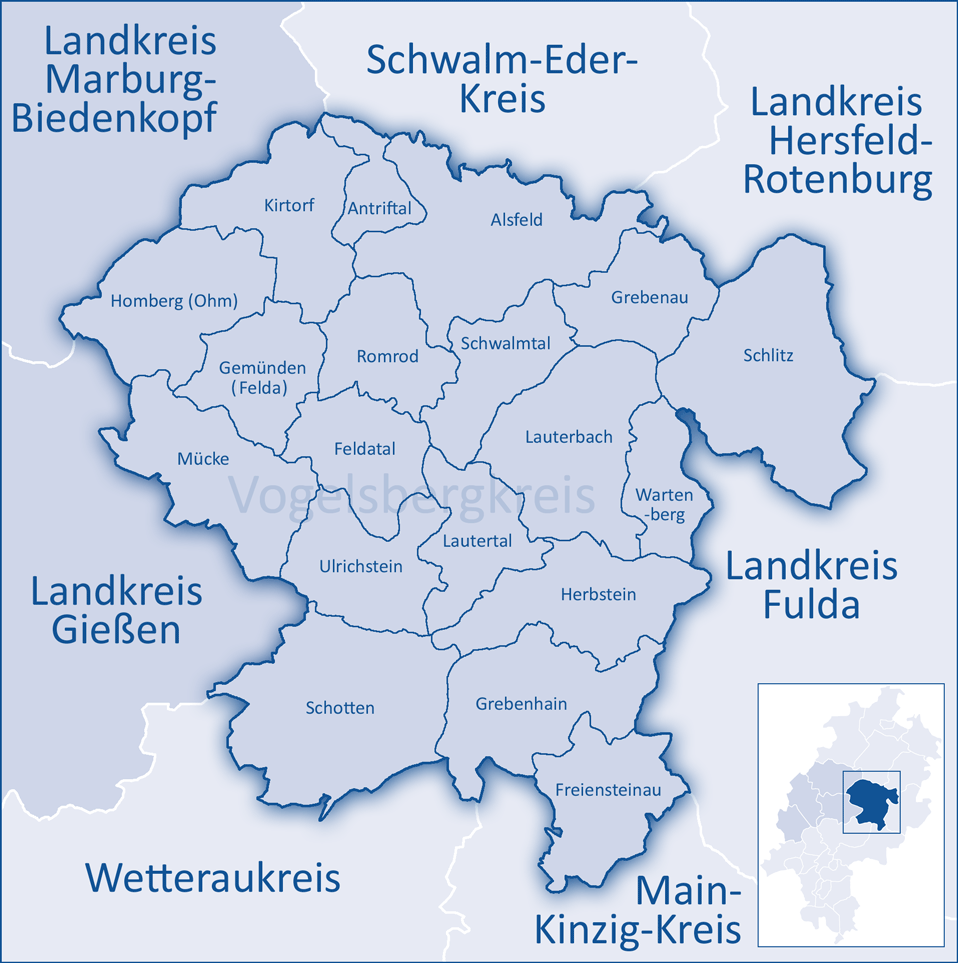

| Thị xã | Đô thị |
| --- | --- |
| 1. Alsfeld 2. Grebenau 3. Herbstein 4. Homberg (Ohm) 5. Kirtorf 6. Lauterbach 7. Romrod 8. Schlitz 9. Schotten 10. Ulrichstein | 1. Antrifttal 2. Feldatal 3. Freiensteinau 4. Gemünden 5. Grebenhain 6. Lautertal 7. Mücke 8. Schwalmtal 9. Wartenberg |